# Ed Lucas
Edward Lee Lucas (né le 21 mai 1982 à Grand Rapids, Michigan, États-Unis) est un joueur de champ intérieur qui a évolué en Ligues majeures de baseball en 2013 et 2014 avec les Marlins de Miami.

## Carrière
Joueur de baseball au collège Darmouth de Hanover au New Hampshire, Ed Lucas est drafté au 8e tour de sélection par les Royals de Kansas City en 2004. Il passe 7 saisons à évoluer dans le baseball mineurs au sein de clubs affiliés aux Royals, jouant au troisième but, à l'arrêt-court et au deuxième coussin. Il passe l'année 2011 dans les mineures dans l'organisation des Braves d'Atlanta et 2012 avec des clubs affiliés aux Angels de Los Angeles. Le 10 décembre 2012, il est mis sous contrat par les Marlins de Miami.
C'est avec les Marlins que Lucas, âgé de 31 ans, fait enfin ses débuts dans le baseball majeur le 30 mai 2013. Le lendemain, il réussit face au lanceur Shaun Marcum son premier coup sûr, et  dans le même match contre les Mets de New York il produit et marque ses premiers points dans les grandes ligues.
Après deux saisons à Miami, il est réclamé au ballottage par les Rangers du Texas le 10 octobre 2014. Il passe la saison 2015 avec l'Express de Round Rock, principalement club affilié des Rangers en ligues mineures.
Le 17 décembre 2015, il signe un contrat des ligues mineures avec les Mariners de Seattle.